# メカニカルアロイング
メカニカルアロイング（英語: Mechanical alloying）とは、2種類以上の金属粉末をボールミルにセラミックスなどの粉砕媒体とともに入れ、回転させることで粉砕媒体が金属粉末を加圧、展延を繰り返しすことで合金を作る方法。
ボールミルには回転ボールミル、振動ボールミル、遊星ボールミル、攪拌ボールミルなどの種類があり、かかる時間や与えるエネルギー量、設備の拡大しやすさなどの違いがある。
メカニカルアロイングのメリットとして、融点の高い金属や比重の異なる金属の合金化が容易であり、熱を加える必要がないので金属アモルファスの合成ができ新しい性質を持つ金属を作ることができるという点がある。